# Luna Gevitz
Luna Nørgaard Gevitz (* 3. März 1994) ist eine ehemalige dänische Fußballspielerin. Die Abwehrspielerin spielte von 2013 bis 2019 für Fortuna Hjørring und von 2014 bis 2023 für die dänische Nationalmannschaft. Bis zu ihren Karriereende 2023 spielte sie für HSC Montpellier in der Division 1 Féminine.

## Vereine
Gevitz spielte bis 2012 beim IK Skovbakken und wechselte dann als dänisches „Talent des Jahres“
nach Frankreich zum HSC Montpellier, wo sie aber nur zu zwei Ligaspielen kam. 2013 kehrte sie zurück in ihre Heimat zum Erstligisten Fortuna Hjørring. Mit dem Verein gewann sie 2013/2014 und 2015/2016 die dänische Meisterschaft und 2015/16 den Pokal.
Auf europäischer Ebene schied sie in ihrer ersten Saison mit Fortuna in der UEFA Women’s Champions League 2013/14 im Achtelfinale gegen Tyresö FF aus, gegen das mit 1:2 und 0:4 verloren wurde. Dabei kam sie aber nicht zum Einsatz. Bereits in den Vorjahren war Fortuna an schwedischen Vereinen im Achtelfinale gescheitert und der schwedische Achtelfinal-Fluch hielt auch in der folgenden Saison an, diesmal verloren sie mit 1:2 und 0:2 gegen den FC Rosengård, bei dem u. a. die deutsche Nationalspielerin Anja Mittag und die ehemalige brasilianische Weltfußballerin Marta spielten und je ein Tor gegen die Däninnen schossen. Auch in der Saison 2015/16 schied sie mit Fortuna im Achtelfinale aus, diesmal gegen den italienischen Vizemeister ACF Brescia, denn nach einer 0:1-Auswärtsniederlage reichte es daheim nur zu einem 1:1. In der nächsten Saison konnten sie sich dann an den Italienerinnen revanchieren und die Achtelfinalpartien mit 1:0 und 3:1 gewinnen. Das Aus kam dann im Viertelfinale gegen Manchester City durch zwei 0:1-Niederlagen. In der UEFA Women’s Champions League 2017/18 kam das Aus nach einer 1:2-Auswärtsniederlage und einem torlosen Remis im Heimspiel im Sechzehntelfinale gegen  den AC Florenz.  Die Saison in Dänemark konnte mit der Meisterschaft abgeschlossen werden. Auch in der UEFA Women’s Champions League 2018/19 hatten sie nach zwei 0:2-Niederlagen das Nachsehen gegen Florenz im Sechzehntelfinale. Zur Saison 2019/20 wechselte sie nach Frankreich zum EA Guingamp. Im Februar 2021 wechselte sie in der laufenden französischen Saison nach Schweden zum BK Häcken. Im Mai konnte sie mit Häcken den schwedischen Pokal gewinnen. Mit Häcken gelang nach Siegen (3:1 und 3:2) gegen Vålerenga Oslo der Einzug in die erstmals ausgetragene Gruppenphase der UEFA Women’s Champions League 2021/22. Hier gelang aber nur auswärts gegen Benfica Lissabon ein Sieg, die fünf anderen Spiele wurden verloren, so dass sie als Gruppenletzte ausschieden. Gevitz wurde in allen acht Spielen eingesetzt und verpasste keine Minute. Die Saison 2021 schloss sie mit der Vizemeisterschaft ab. Zur Saison 2022/23 schloss sie sich dem HSC Montpellier an, bei dem sie zehn Jahre zuvor schon einmal unter Vertrag gestanden hatte.

## Nationalmannschaften
Am 18. und 20. März 2010 kam sie bei zwei Freundschaftsspielen gegen Schweden, die mit 1:3 und 0:1 verloren wurden, zu ihren ersten Einsätzen in der dänischen U-17-Mannschaft. Im April nahm sie dann mit der Mannschaft an der zweiten Qualifikationsrunde in Spanien für die U-17-Fußball-Europameisterschaft der Frauen 2010 teil. Sie verloren gleich das erste Spiel gegen die Gastgeberinnen mit 1:5, die danach auch die anderen beiden Spiele nicht verloren, so dass den Däninnen die beiden folgenden Siege nichts nützten. Die Spanierinnen gewannen dann auch bei der Endrunde erstmals den Titel.
Im Juli nahm sie dann mit der U-16-Mannschaft am Nordic Cup in ihrer Heimat teil. Nach zwei Freundschaftsspielen mit der U-17-Mannschaft im September gegen Schottland, die mit 0:4 und 0:1 verloren wurden, nahm sie im Oktober in Ungarn an der ersten Runde der Qualifikation für die U-17-EM 2011 teil. Mit drei Siegen qualifizierten sich die Däninnen für die zweite Qualifikationsrunde, die im Frühjahr 2011 in Dänemark stattfand. Hier konnten sie den Heimvorteil nicht voll nutzen, dann nach den ersten beiden Siegen, wobei sie im ersten Spiel beim 5:0 gegen Russland ihre Mannschaft mit ihrem ersten Länderspieltor in Führung brachte, verloren sie das entscheidende letzte Spiel gegen Rekordeuropameister Deutschland mit 0:3. Damit endete ihre Zeit in den U16/17-Mannschaften.
Am 23. und 25. August 2011 hatte sie dann in zwei Freundschaftsspielen gegen die Schweiz ihre ersten Einsätze für die U-19-Mannschaft und dann im September in der ersten Qualifikationsrunde für die U-19-Fußball-Europameisterschaft der Frauen 2012. Mit drei Siegen qualifizierten sie sich für die zweite Runde, wobei sie im entscheidenden dritten Spiel gegen Russland das einzige Tor schoss. Es folgten drei Siege bei einem Turnier im März 2012 in La Manga, Spanien und die zweite Qualifikationsrunde in Serbien, bei der sie zwar hinter den Gastgeberinnen nur Zweite wurden, als beste Gruppenzweite aber ebenfalls für die Endrunde qualifiziert waren. Bei der Endrunde in der Türkei gewannen sie die drei Gruppenspiele jeweils mit 1:0, verloren dann aber im Halbfinale gegen den späteren Sieger Schweden mit 1:3. Auch in den beiden Qualifikationsrunden für die U-19-Fußball-Europameisterschaft der Frauen 2013 setzten sie sich mit je drei Siegen durch und qualifizierten sich für die Endrunde. Sie kam dann zwar noch bei einem Freundschaftsspiel der U-19 gegen Norwegen im Juli 2013 zum Einsatz, für die im August stattgefundene Endrunde in Wales, bei der die Däninnen in der Gruppenphase ausschieden, wurde sie aber nicht berücksichtigt. Mit dem 3:1-Sieg gegen Norwegen endete somit ihre Zeit in der U-19-Mannschaft.
Am 19. Juni 2014 wurde sie dann beim WM-Qualifikationsspiel gegen Israel in der 69. Minute zu ihrem ersten Einsatz in der A-Nationalelf eingewechselt. Es blieb bis heute (Stand vor der EM 2017) ihr einziger Pflichtspieleinsatz. Danach kam sie nur noch bei Testspielen und den Algarve-Cups 2015 und 2016 zu Einsätzen und wurde 2016 überhaupt nicht eingesetzt. Allerdings bestritt sie 2015 und 2016 je ein Spiel für die U-23-Mannschaft gegen Finnland, die 0:1 und 5:1 endeten. Im Juni 2017 wurde sie aber für die EM-Endrunde 2017 nominiert und spielte 84 Minuten beim Vorbereitungsspiel gegen England am 1. Juli. Bei der Endrunde wurde sie aber nicht eingesetzt. Danach kam sie erst wieder beim Algarve-Cup 2020 zu einem Einsatz und stand dabei im Spiel gegen Schweden in der Startelf, wurde aber zur zweiten Halbzeit ausgewechselt. Nach der COVID-19-bedingten Länderspielpause wurde sie bei drei Freundschaftsspielen im April und Juni 2021 jeweils eingewechselt. In den ersten acht Spielen der laufenden Qualifikation für die WM 2023 hatte sie nur zwei Kurzeinsätze. Nach dem Ausschluss der Russinnen wegen des völkerrechtswidrigen russischen Überfalls auf die Ukraine stehen die Däninnen vorzeitig als WM-Teilnehmerinnen fest, an der sie zuletzt 2007 teilnahmen.
Am 16. Juni wurde sie für die EM-Endrunde nominiert. Sie kam bei der EM, die für die Däninnen nach der Gruppenphase endete, aber nicht zum Einsatz.
Am 30. Juni wurde sie für die WM-Endrunde in Australien und Neuseeland nominiert. Sie wurde lediglich in der Nachspielzeit des dritten Gruppenspiels gegen Haiti eingewechselt und schied mit der Mannschaft im Achtelfinale gegen die Australierinnen aus.

## Erfolge

### Vereine
- 2015/2016 und 2018/19: Dänische Pokalsiegerin
- 2013/2014, 2015/16 und 2017/18: Dänische Meisterin
- 2020/21: Schwedische Pokalsiegerin

### Nationalmannschaft
- Vize-Europameisterin 2017 (ohne Einsatz)